# „Solidarność”– Narodziny Ruchu
Kolekcja archiwalna „Solidarność – Narodziny Ruchu” – kolekcja archiwalna, przechowywana w Archiwum Ośrodka KARTA, wpisana na Listę UNESCO „Pamięć Świata”. W kolekcji znajdują się materiały archiwalne dokumentujące powstanie i działalność Niezależnego Samorządowego Związku Zawodowego „Solidarność” od sierpnia 1980 do grudnia 1981 oraz działalność innych niezależnych ugrupowań, także „przedsierpniowych” (KSS „KOR” czy ROPCiO).
Kolekcja została utworzona z zespołów i zbiorów Archiwum Opozycji Ośrodka KARTA i Stowarzyszenia „Archiwum Solidarności”.
Materiały archiwalne w kolekcji obejmują łącznie 20 metrów bieżących. Kolekcja dzieli się na trzy podstawowe części: zbiór akt i dokumentów, zbiór wydawnictw periodycznych oraz zbiór dokumentacji prasowej.
W 2003 roku została wpisana na Listę UNESCO „Pamięć Świata”, wraz z tablicami – na których zapisano 21 postulatów Międzyzakładowego Komitetu Strajkowego – przechowywanymi w Muzeum Morskim w Gdańsku.